# Eric Day
Pour les articles homonymes, voir Day.
Eric Day (né le 6 novembre 1921 à Dartford et mort le 10 novembre 2012), un footballeur anglais.
Avec 158 buts en 422 matchs pour le Southampton FC, il est le 7e meilleur buteur de l'histoire du club. 